# Ca d'Oro Building
Le Ca d'Oro Building est un bâtiment commercial situé dans la ville écossaise de Glasgow. Le bâtiment est devenu un bâtiment classé de catégorie B en 1970 et a ensuite été haussé en  catégorie A en 1988 après avoir été restauré à la suite d'un incendie.

## Histoire
Le bâtiment a été construit en 1872 sous le nom de Möbelwarenhaus F et J Smith's Furniture Warehouse pour un coût de 11 000 £. Entre 1926 et 1929, le bâtiment a été agrandi et partiellement révisé. Un incendie a ravagé le bâtiment en 1987. Lors de sa reconstruction, l'intérieur a été remplacé par un atrium entouré de boutiques. La restauration a été reconnue par le Scottish Civic Trust.

## Description
Inspiré de la célèbre Ca' d'Oro de Venise, le Ca d'Oro Building est conçu dans le style de l'architecture de la Renaissance vénitienne. Situé dans le centre de Glasgow, le bâtiment se trouve juste au nord des Egyptian Halls, avec la gare centrale de Glasgow en face de Union Street.